# Gleisweiler Hölle
Die Gleisweiler Hölle ist die bekannteste Weinlage des Weinortes Gleisweiler, der im rheinland-pfälzischen Landkreis Südliche Weinstraße liegt und Teil des Weinbaugebiets Pfalz ist. Sie gehört zur Großlage Bischofskreuz. Ihre überregionale Bekanntheit erlangte sie dadurch, dass einer ihrer Weinberge dem CDU-Politiker Heiner Geißler gehörte, der zeitweise in Gleisweiler lebte. Die Größe der Einzellage beträgt 65,4 Hektar, der Boden besteht aus sandigem Lehm. Es wird vor allem Riesling angebaut.